# Tryne

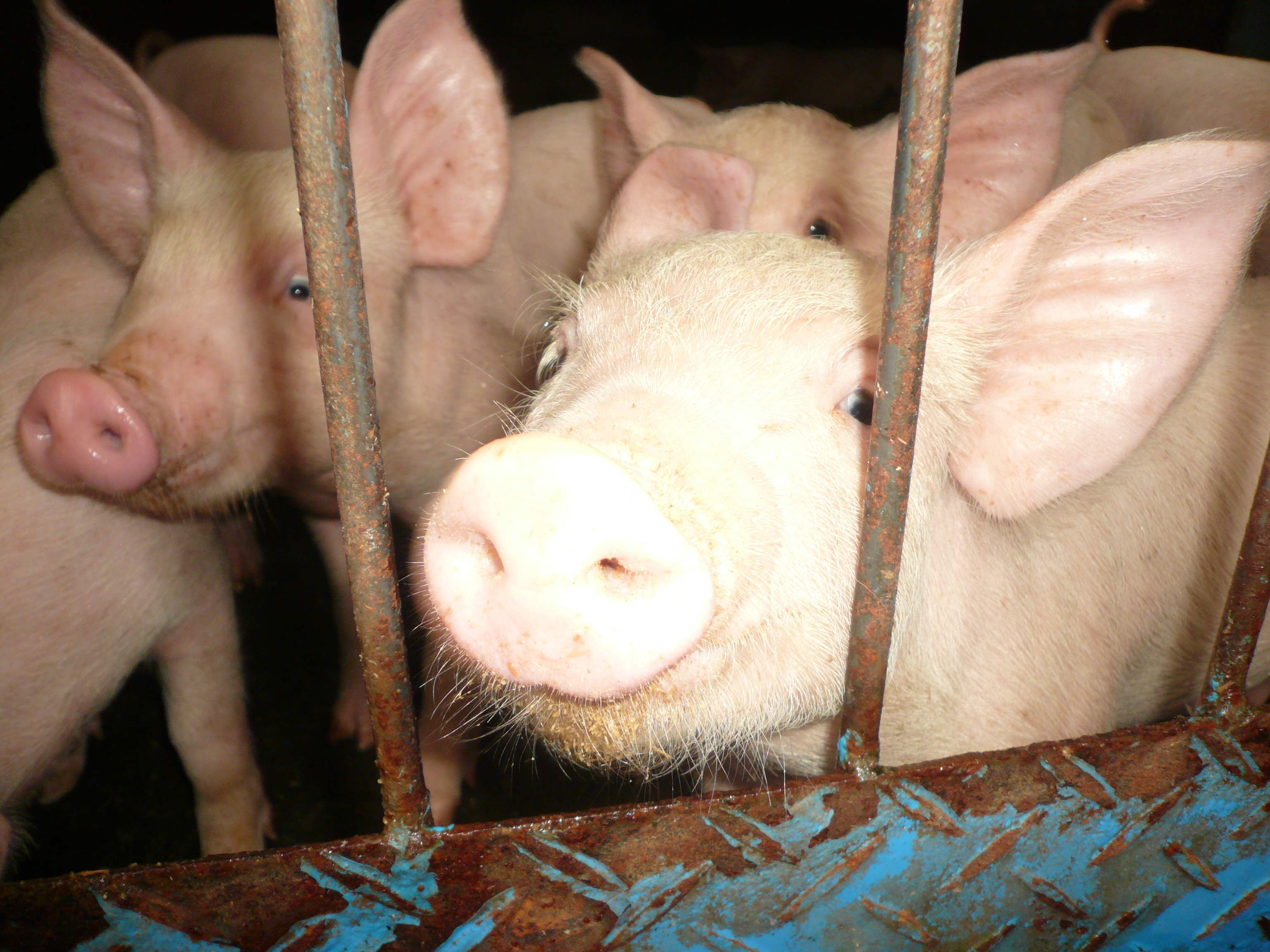

Ett tryne är benämningen på grisens och svinens nos, men kan även vara ett allmänt ord för nosen, munnen och käken hos ett däggdjur.
Trynet är så gott som runt och är ganska platt sett från sidan av grisen. Därför kallas trynet ofta för trynplatta.
Nedre delen är mjuk och följsam, såsom människors läppar är. Övre delen är hård och håller för grisen att böka i jorden med. Till sin hjälp vid bökning sticker dessutom den allra översta delen av trynet upp några millimeter. Det gör trynet bra att kunna flytta undan saker med, framför allt tillsammans med kraften hos grisens starka nackmuskler.
Trynet har samma funktion som för hundar, det vill säga när grisen är vaken och frisk är trynplattan våt. När den har sovit eller är sjuk blir trynet torrt. Det här är ett enkelt verktyg för att se hur grisen mår.